# Ballarpur
Ballarpur ist eine Stadt im indischen Bundesstaat Maharashtra.
Die Stadt ist die zweitgrößte des Distrikts Chandrapur. Ballarpur hat den Status eines Municipal Council. Die Stadt ist in 32 Wards gegliedert. Sie hatte am Stichtag der Volkszählung 2011 89.452 Einwohner, von denen 45.877 Männer und 43.575 Frauen waren. Hindus bilden mit einem Anteil von über 64 % die Mehrheit der Bevölkerung in der Stadt. Die Alphabetisierungsrate lag 2011 bei 87,17 % und damit deutlich über dem nationalen Durchschnitt.
Die Stadt verfügt über einen eigenen Bahnhof. Es ist der letzte Bahnhof in der Central Railway Zone und der South Central Railway Zone der Indian Railways.